# Gustaf Klarén
Gustaf Klarén (Fritsia, Suecia, 30 de marzo de 1906-Borås, 27 de septiembre de 1984) fue un deportista sueco especialista en lucha libre olímpica donde llegó a ser medallista de bronce olímpico en Los Ángeles 1932.

## Carrera deportiva
En los Juegos Olímpicos de 1932 celebrados en Los Ángeles ganó la medalla de bronce en lucha libre olímpica estilo peso ligero, tras el luchador francés Charles Pacôme (oro) y el húngaro Károly Kárpáti (plata).